# Johannes Marbachius
Johannes Marbachius (Lindau, 14 de Abril de 1521 — Estrasburgo, 17 de Março de 1581) foi teólogo, reformador e controversista alemão. Foi professor de teologia da Universidade de Heidelberg e líder da Igreja de Estrasburgo entre 1553 e 1581. Foi aluno e viveu na casa de Martinho Lutero. Combateu os seguidores de Caspar von Schwenckfeld (1489-1561) contra os quais pregou sete sermões sucessivamente em 1556, e também os anabatistas. Em 1556, foi convidado pelo eleitor palatino Otto Henrique (1502-1559) para chefiar uma inspeção da igreja em seus domínios.

## Publicações
- Geschichte Der Deutschen Predigt Vor Luther
- Die heilige Weihnachtszeit: nach Bedeutung, Geschichte, Sitten und Symbolen
- Von Mirackeln und Wunderzeichen: Wie man sie ausz unnd nach Gottes Wort, für waar oder falsch, erkennen soll : Sampt Grundtlicher widerlegung des Wunderzeichens, so vor einem Jar Canisius ... an einem besessnen Jungfrewlin gewürcket - 1571
- Das Prophetenthum des Alten Testaments (As profecias do Velho Testamento)
- Salamit: Das schönste Lied der Liebe : neu übersetzt und erklärt : Freunden der Poesie und Liebe gewidmet
- Antwort und grundtliche Widerlegung der vermeindten Trostschrifft M. Danielis Tossani: in deren er den Zwinglischen Sacramentsschwarm auffs new auff die Ban bringt und zuuerthedigen understanden - 1579
- Themata de imagine Dei: cum aeternatum creata, de quibus disputabitur II. Decembris in Academia Argentinensi - 1562
- Fides Iesv et Iesvitarvm: Hoc est, Collatio doctrinae ... Iesv, cum doctrina Iesuitarum: collecta ex S. literis, Patrum scriptis, ac Iesuitarum libris & per Fidei Articulos disposita, Item Iuramentum Pii papae IIII continens capita Pontificiae Religionis, cum confutatione eiusdem - 1573